# Irans mattmuseum

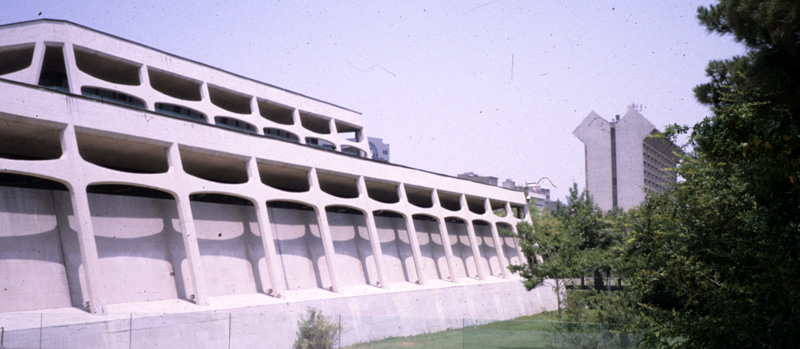
Irans mattmuseum.

Irans mattmuseum (persiska: موزه فرش ایران) ligger i Irans huvudstad Teheran. Byggnadens fasad symboliserar vävstolar. Museet uppvisar mattor från 1400-talet till nutid. Den persiska mattan har en lång historia; den äldsta bevarade knutna mattan som påträffats är känd som Pazyrykmattan, som dateras till 400-talet före Kristus.

## Bildgalleri

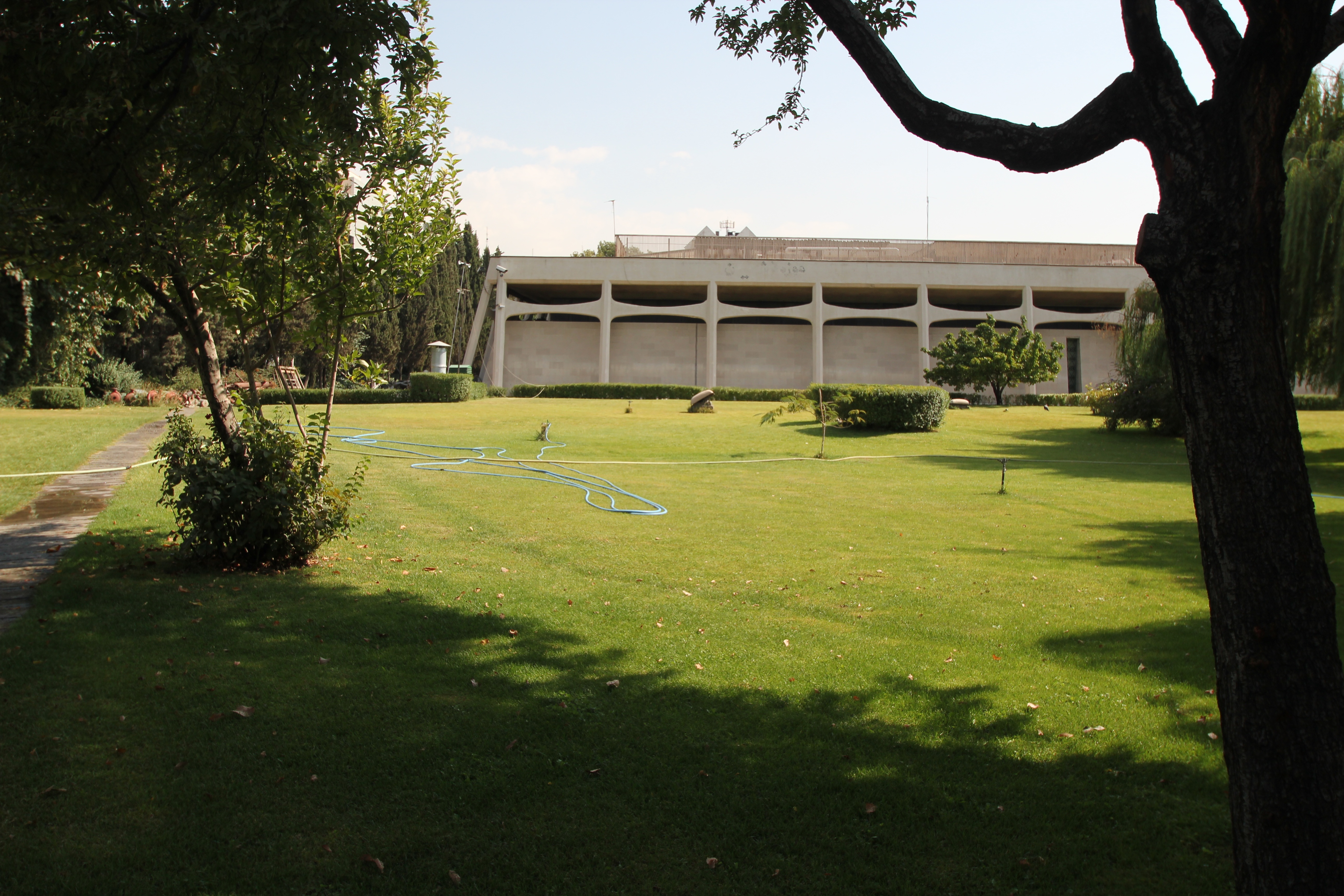
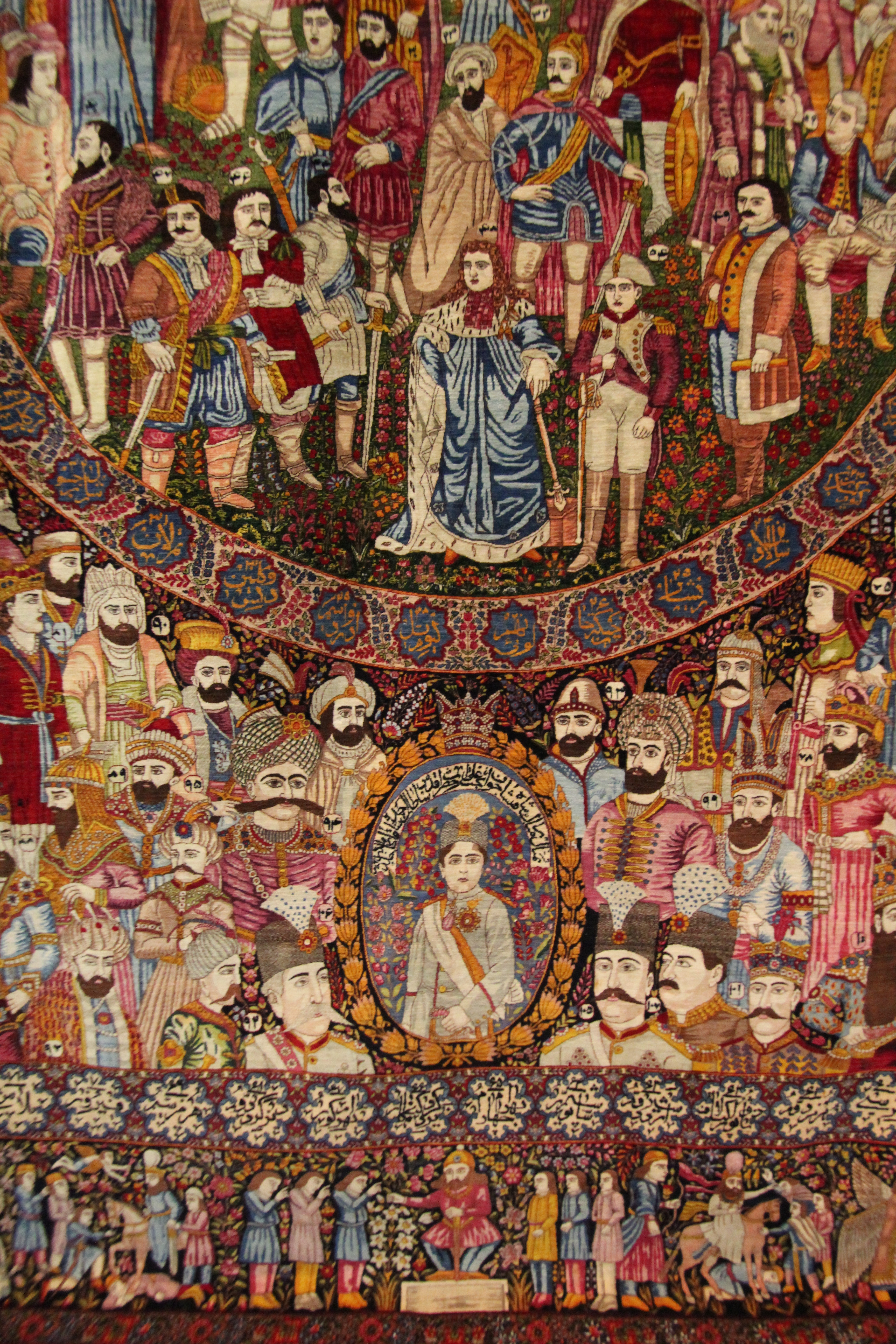
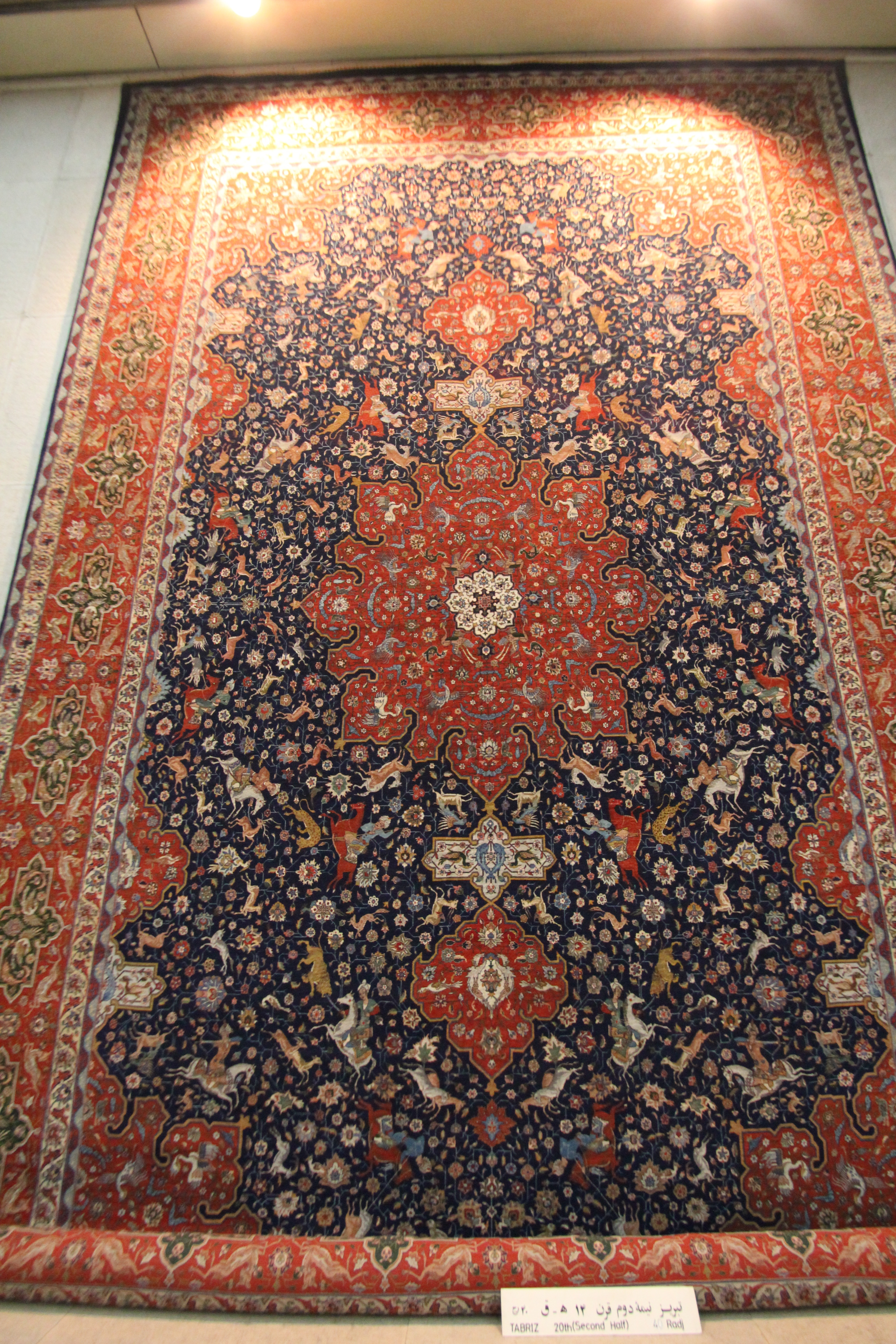
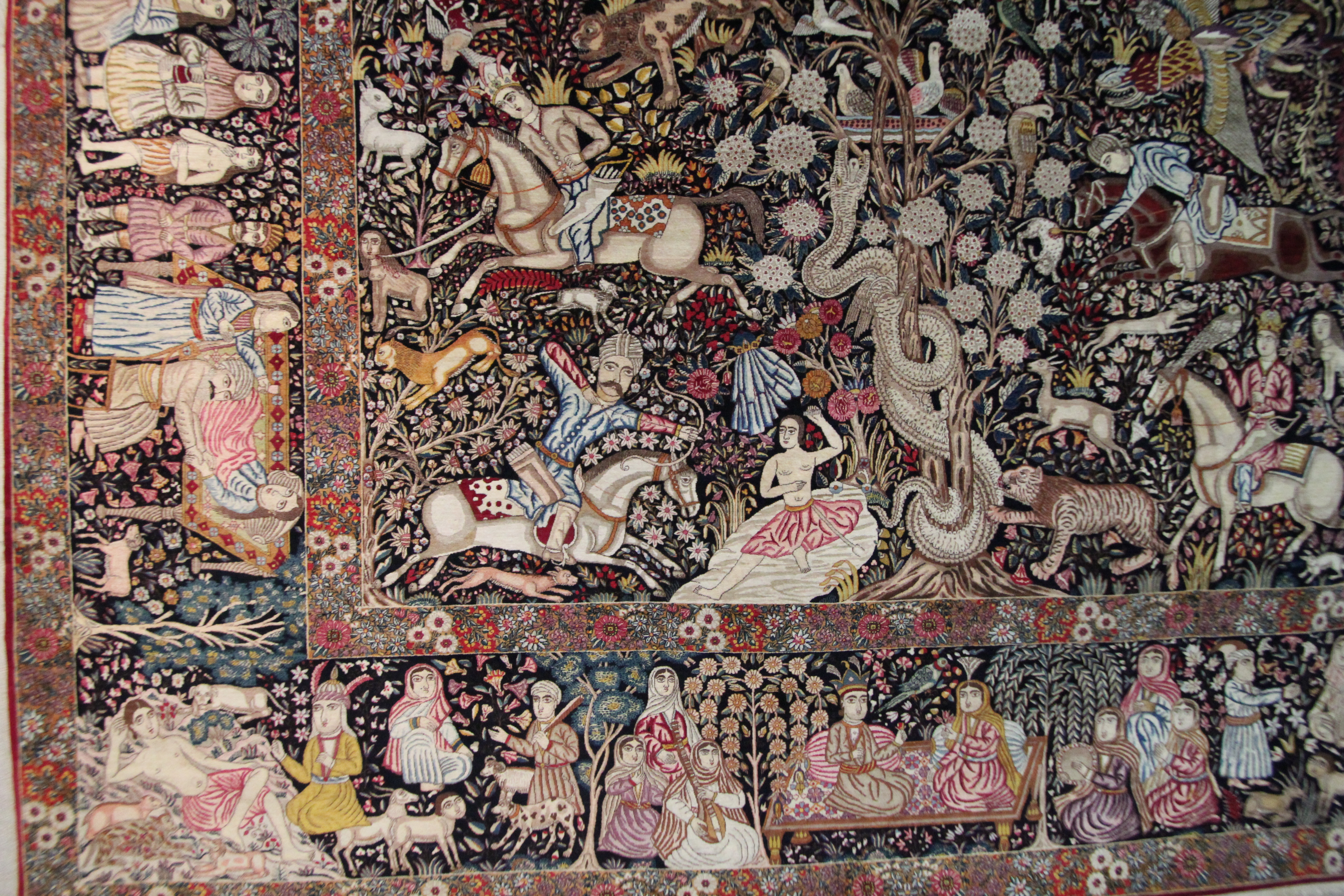